# Orgiano
Orgiano é uma comuna italiana da região do Vêneto, província de Vicenza, com cerca de 3.084 habitantes. Estende-se por uma área de 18 km², tendo uma densidade populacional de 171 hab/km². Faz fronteira com Alonte, Asigliano Veneto, Cologna Veneta (VR), Lonigo, Poiana Maggiore, San Germano dei Berici, Sossano.

## Demografia
| Variação demográfica do município entre 1861 e 2011                               |
|                                                                                   |
| Fonte: Istituto Nazionale di Statistica (ISTAT) - Elaboração gráfica da Wikipedia |